# East Division
Mass Mutual NHL East Division, franska: Division Est, var en av fyra divisioner som utgjorde den nordamerikanska ishockeyligan National Hockey League (NHL) under säsongen 2020–2021 på grund av coronaviruspandemin 2019–2021. Lagen spelade 56 grundspelsmatcher vardera (sju möten mot varandra) samt två slutspelsrundor inom divisionen.
NHL hade redan tidigare använt East Division och det var mellan 1967 och 1974 på grund av att de expanderade ligan med sex nya lag 1967. År 1974 beslutade NHL att göra en större omstrukturering av ligan och införa konferenser (Clarence Campbell och Prince of Wales) och helt nya divisioner (Adams, Norris, Patrick och Smythe), vilket ledde till att East upplöstes.

## Lagen
De lag som spelade i divisionen under säsongen 2020–2021.
| Lagnamn             | Stad och delstat                | Arena och publikkapacitet                  | Tidigare division     | Stanley Cup-vinst(er) | General manager | Tränare          |
| ------------------- | ------------------------------- | ------------------------------------------ | --------------------- | --------------------- | --------------- | ---------------- |
| Boston Bruins       | Boston, Massachusetts, USA      | TD Garden (17 565)                         | Atlantic Division     | 6                     | Don Sweeney     | Bruce Cassidy    |
| Buffalo Sabres      | Buffalo, New York, USA          | Keybank Center (19 070)                    | Atlantic Division     | 0                     | Kevyn Adams     | Don Granato      |
| New Jersey Devils   | Newark, New Jersey, USA         | Prudential Center (16 514)                 | Metropolitan Division | 3                     | Tom Fitzgerald  | Lindy Ruff       |
| New York Islanders  | Uniondale, New York, USA        | Nassau Veterans Memorial Coliseum (13 917) | Metropolitan Division | 4                     | Lou Lamoriello  | Barry Trotz      |
| New York Rangers    | New York, New York, USA         | Madison Square Garden (18 006)             | Metropolitan Division | 4                     | Chris Drury     | David Quinn      |
| Philadelphia Flyers | Philadelphia, Pennsylvania, USA | Wells Fargo Center (19 306)                | Metropolitan Division | 2                     | Chuck Fletcher  | Alain Vigneault  |
| Pittsburgh Penguins | Pittsburgh, Pennsylvania, USA   | PPG Paints Arena (18 387)                  | Metropolitan Division | 5                     | Ron Hextall     | Mike Sullivan    |
| Washington Capitals | Washington, D.C., USA           | Capital One Arena (18 573)                 | Metropolitan Division | 1                     | Brian MacLellan | Peter Laviolette |

## Historik

### Tidigare lag
De lag som har spelat i East Division.
| Lag                 | Tidsperiod           |
| ------------------- | -------------------- |
| Boston Bruins       | 1967–1974, 2020–2021 |
| Buffalo Sabres      | 1970–1974, 2020–2021 |
| Chicago Black Hawks | 1967–1970            |
| Detroit Red Wings   | 1967–1974            |
| Montreal Canadiens  | 1967–1974            |
| New Jersey Devils   | 2020–2021            |
| New York Islanders  | 1972–1974, 2020–2021 |
| New York Rangers    | 1967–1974, 2020–2021 |
| Philadelphia Flyers | 2020–2021            |
| Pittsburgh Penguins | 2020–2021            |
| Toronto Maple Leafs | 1967–1974            |
| Vancouver Canucks   | 1970–1974            |
| Washington Capitals | 2020–2021            |

### Divisionsmästare
De lag som vann divisionen för varje spelad säsong.
| Säsong    | Vinnare             | Antal |
| --------- | ------------------- | ----- |
| 1967–1968 | Montreal Canadiens  | 1     |
| 1968–1969 | Montreal Canadiens  | 2     |
| 1969–1970 | Chicago Black Hawks | 1     |
| 1970–1971 | Boston Bruins       | 1     |
| 1971–1972 | Boston Bruins       | 2     |
| 1972–1973 | Montreal Canadiens  | 3     |
| 1973–1974 | Boston Bruins       | 3     |
| 2020–2021 | Pittsburgh Penguins | 1     |

### Stanley Cup-mästare
De lag som spelade i East Division och vann Stanley Cup.
| Säsong    | Vinnare            | Antal |
| --------- | ------------------ | ----- |
| 1967–1968 | Montreal Canadiens | 1     |
| 1968–1969 | Montreal Canadiens | 2     |
| 1969–1970 | Boston Bruins      | 1     |
| 1970–1971 | Montreal Canadiens | 3     |
| 1971–1972 | Boston Bruins      | 2     |
| 1972–1973 | Montreal Canadiens | 4     |